# Oxybelis brevirostris
La serpiente de la vid de Cope (Oxybelis brevirostris) es una especie de culebra arborícola, diurna que se especializa en comer anuros y lagartijas. Habita en las tierras bajas y los márgenes de los bosques de montaña y las selvas tropicales. Prefiere los bosques primarios. Se distribuye en Colombia, Costa Rica, Ecuador, Honduras, Nicaragua y Panamá.